# Человек из Остерби

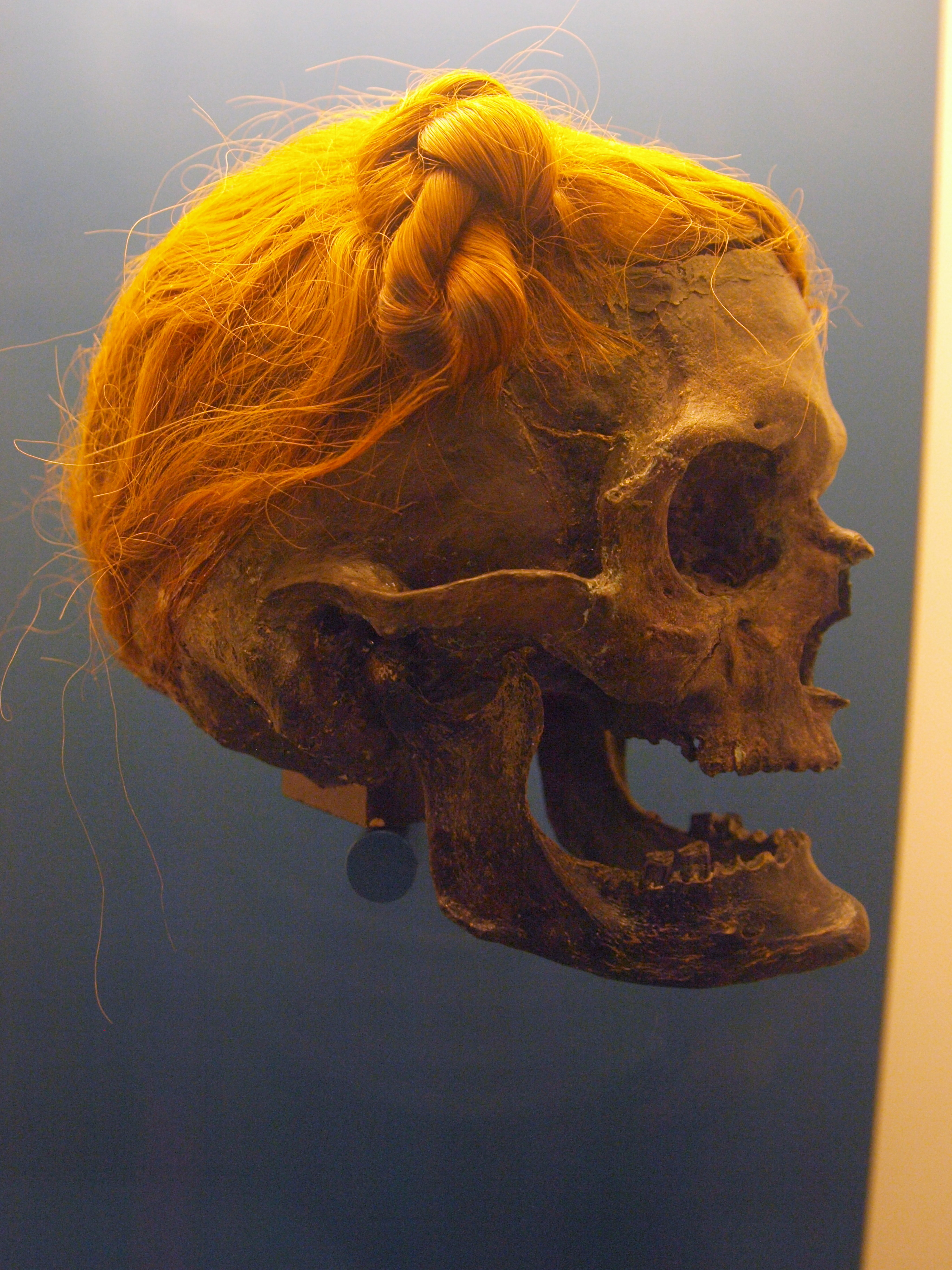
Человек из Остерби

Человек из Остерби (нем. Mann von Osterby) — «болотная мумия»: череп мужчины, умершего в середине первого столетия н. э. и обнаруженного в торфяном болоте к юго-востоку от поселка Остерби (немецкая земля Шлезвиг-Гольштейн).
Братья Отто и Макс Мюллеры, добывая 26 мая 1948 года торф в болоте в окрестностях Остерби, на глубине около 70 см обнаружили человеческую голову, отделенную от тела и завернутую в наплечную накидку из шкурок косули.
Исследования показали, что череп принадлежал мужчине, умершему в возрасте 50 − 60 лет. Наиболее интересная деталь находки — прекрасно сохранившаяся прическа. Волосы древнего человека были заложены над правым виском и завязаны так называемым «швабским узлом» (недоступная ссылка). Точно такую же прическу, согласно древнеримскому историку Тациту, носили мужчины племени свевов. Под влиянием окисления его волосы стали ярко-рыжего цвета, однако микроскопическое исследование показало, что на момент смерти мужчина из Остерби был седым. Кожные покровы на его лице полностью истлели, обнажив кости черепа.
По следам на втором позвонке ученые выявили, что голова была отсечена от тела каким-то острым орудием. Слева на черепе остался след (12 см в диаметре) от проломившего кость тупого предмета. Вероятно, повреждение черепа и привело к смерти. Результаты радиоуглеродного анализа показали, что человек из Остерби был убит примерно в середине первого столетия н. э.
В настоящее время череп находится в экспозиции археологического музея замка Готторф в Шлезвиге.